# Apensen
Apensen is een gemeente in de Duitse deelstaat Nedersaksen. De gemeente maakt deel uit van de Samtgemeinde Apensen in het Landkreis Stade.
Apensen telt 4.440 inwoners.

## Bestuur
De gemeente maakt deel uit van de Samtgemeinde Apensen waarvan het tevens het bestuurcentrum bezit.

## Kernen
De gemeente bestaat uit de volgende kernen:

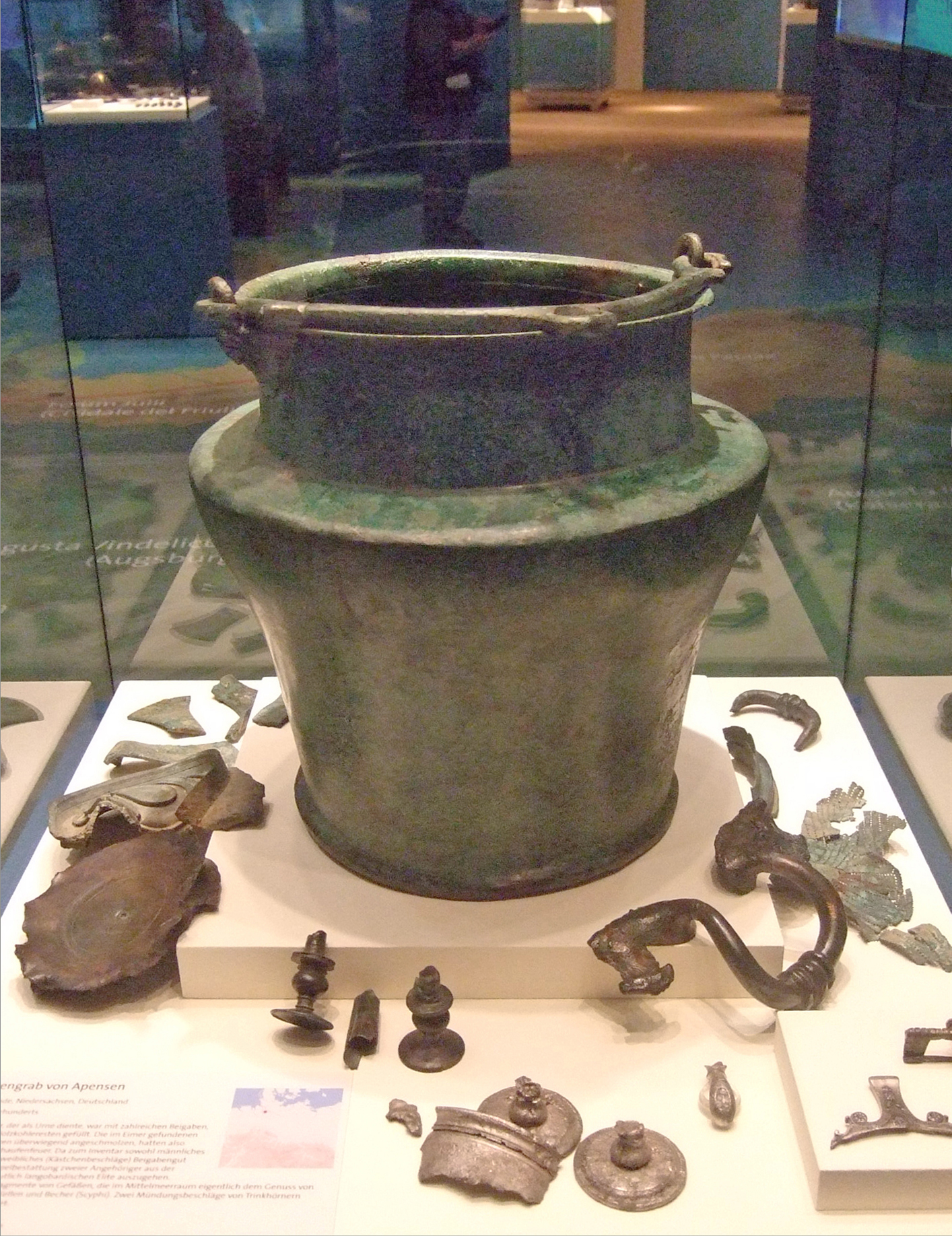
Grafgiften uit het Vorstengraf Apensen

- Apensen
- Grundoldendorf

- Gemeinsame Normdatei: 4389930-4
- Library of Congress Control Number: n82023255
- Nationale Bibliotheek van Israël: 987007557576705171
- Virtual International Authority File: 151288059
- WorldCat: E39PBJgRXgMhkv88y7TB36Qpfq

Agathenburg · 
Ahlerstedt · 
Apensen · 
Balje · 
Bargstedt · 
Beckdorf · 
Bliedersdorf · 
Brest · 
Burweg · 
Buxtehude · 
Deinste · 
Dollern · 
Drochtersen · 
Düdenbüttel · 
Engelschoff · 
Estorf · 
Fredenbeck · 
Freiburg (Elbe) · 
Großenwörden · 
Grünendeich · 
Guderhandviertel · 
Hammah · 
Harsefeld · 
Heinbockel · 
Himmelpforten · 
Hollern-Twielenfleth · 
Horneburg · 
Jork · 
Kranenburg · 
Krummendeich · 
Kutenholz · 
Mittelnkirchen · 
Neuenkirchen · 
Nottensdorf · 
Oederquart · 
Oldendorf · 
Sauensiek · 
Stade · 
Steinkirchen · 
Wischhafen